# Bajiquan

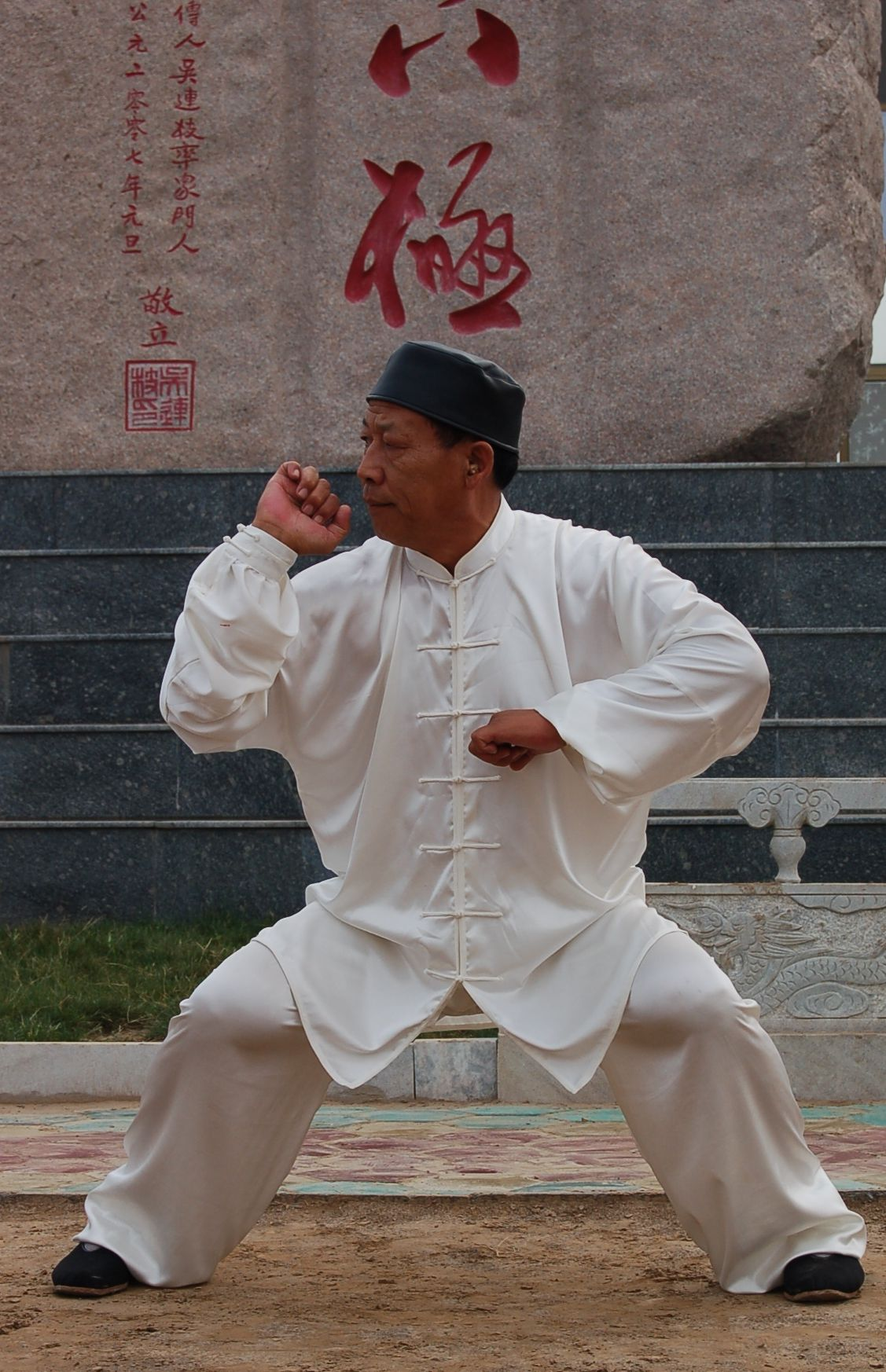
Bajiutövare i Ma Bu.

Bajiquan eller Baji (八極拳, Bājíquán) är en kinesisk kampsport eller stridskonst. Karaktäristiskt för stilen är explosivitet, att den är närstridsbetonad och involverar armbågar.

## Namnet
Det fullständiga namnet för Baji är Kai Men Baji Quan vilket betyder "åtta extrema nävar" och "öppen port", detta då stilen fokuserar på att expandera kraftfullt i alla riktningar. Vissa väljer istället att översätta namnet till "åtta riktningar" eller "åtta extremer", det skulle även kunna översättas till "alla riktningar" eller "alla extremer" då Ba betyder både åtta och alla. Stilen är också känd som "livvaktsstilen" eftersom många av bajiquans utövare har kommit att arbeta som livvakter.. 

## Historia, utveckling och spridning
Den första dokumenterade utövaren av bajiquan är Zhang Sicheng (1642–1739), men stilen skapades enligt vissa redan under Mingdynastin (1368–1644). Zhang Sicheng sades vara en kringresande daoistmunk, huruvida han var en munk är dock oklart. När Qingdynastin i Kina under 1600-talet tog makten över Handynastin medförde det exempelvis att många hansoldater var tvungna att fly till kloster eller smälta in bland den civila befolkningen för att säkra sin överlevnad. Zhang Sicheng var i sin tur en Mingdynastirebell och soldat som blev tillfångatagen under kriget, men som lyckades fly och därför klädde ut sig till munk för att dölja sin sanna identitet. Det är värt att notera att det under denna period fanns officerare från handynastin som började organisera motståndsgrupper där kampsport började läras ut till nya rekryter. En del av stilarna som kom att läras ut hade tidigare varit stilar som endast utövats enskilt inom vissa familjer, men som under denna period kom att bli publika. 1727 nådde Zhang Sicheng Shandongprovinsen. I byn Houzhuangke träffade denne Wu Tianshun som liksom Zhang själv var av Huisk börd. Zhang började lära denne bajiquan liksom dennes son Wu Zhong (1712–1802). Efter att ha fört formen vidare till dessa dog Zhang Sicheng vid en ålder av 90.
Wu Zhong utvecklade bajiquan i byn Meng Cun i Hebeiprovinsen men började med tiden att resa i Kina för att lära sig andra former. Däribland lärde han sig att använda långt spjut av en mästare vid namn Yan'an i Shaanxiprovinsen. Därtill sägs han ha rest till Peking såväl som Shaolintemplet 1735 där han utbytte tekniker med munkarna. 1755 reste han tillbaka till Meng Cun där han lärde vidare sina kunskaper som han lärt sig under sin resa. Wu Zhongs tre främsta lärjungar var hans dotter Wu Rong samt Wu Yong och Ding Xiaowu. Bland den tredje generationen av lärjungar kan bland annat nämnas Li Dazhong (1810–1874) och Zhang Keming (1812–1882). Li Dazhong som var officer kom att bli vän med Li Yunbiao som var mästare i Piguaquan och Tongbiquan, och de kom att utbyta tekniker liksom influera varandra. Senare generationers lärjungar som kan nämnas är Zhang Kemings son Zhang Jinxing (1843–1929) som kom att lära ut stilen i Tianjin. Zhang Jinxings son i sin tur Zhang Yuheng liksom Jingzings lärjunge Han Huacheng kom att bli viktiga för bajins spridning då de hade många lärjungar som i sin tur spred bajin vidare. Han Huacheng eller Han Huiqing som han också kom att kallas för fick med tiden smeknamnet "Den osynlige Generalen" efter att ha besegrat 30 kampsportsutövare med endast ett slag i vardera match. Huacheng ska enligt utsaga ha kunnat förmå att krossa tegelstenar med handen. Wang Zhongquan (1846-1919) adderade användandet av stav (gun) till sin träning som denne kom att lära vidare till sina lärjungar. Chen Xiang är en annan känd bajiutövare som kom att lägga till ett ytterligare element till stilen i form av qigong vilket bidrog till ökad explosivitet, eller som han själv uttryckte det, "jag gav vingar till min leopard". 
Vad som ibland kallas för gammal baji har likheter med shaolin kung fu och förknippas generellt med kinesiska landsbygden, typisk för denna form av baji är till exempel stampande steg, medan mer moderna varianter av stilen har kommit att utvecklas i urbana områden så som Wu-familjens form.  Idag är bajiquan huvudsakligen uppdelad i två huvudförgreningar där den ena har sitt säte i Hebeiprovinsen och den andra i Peking, Tianjin och Changchun. Huvudskolan lärs fortfarande av Wu-familjen genom mästare Wu Lianzhi i Mengcun som har fått stor spridning över hela Kina genom bland annat bröderna Ma Yingtu (1898–1956) och Ma Fengtu (1888–1973), Gao-familjen, Ji-familjen, Qiang-familjen, Lui Yunqiao (1909–1992) i Taiwan, Yin-familjen och Sun-familjen.
Det ska sägas att vissa ifrågasätter att stilen utvecklades under Mingdynastin och menar istället att den utvecklades så sent som under 1700-talet.

## Filosofin
Filosofin bakom Baji är att attack och försvar aldrig separeras, utan ses som någonting enhetligt som sker samtidigt. Strategin bakom Baji är simplistisk men direkt, aggressiv och hänsynslös. Träning i Baji fokuserar på kroppslig enhet och kontroll över det kroppsliga flödet av energi liksom aggressivitet som gör sig bäst i närstrid. Det finns även de som belyser sambandet mellan daoism och Baji, närmare bestämt dualismen mellan svart och vitt, hårt och mjukt liksom snabbt och långsamt, vilket genomsyrar rörelserna i stilen. På grund av Bajis fokus på närstrid kallas även stilen ibland "den modiga stilen". Det finns också de som belyser sambandet mellan kampsporter såsom Baji och shamanism. Detta då kampsporter är en slags reaktion och motreaktion gentemot naturen och energier. Vanligt inom kung fu är att stilarna jämförs med djur för att komma i kontakt med djurens karaktäristiska drag (se exempelvis shaolin kung fu), Baji jämförs generellt med pantrar eller tigrar.

## Karaktäristiska drag och tekniker
Det är förhållandevis få tekniker som används i baji. Baji är känt för sin explosiva styrka som utnyttjar hela kroppen och att dess attacker främst sker i närstrid. När en av fötterna sätts ned sker en explosiv rörelser in i Ma bu-position (se bild). Det är inte ovanligt att bajiquan jämförs med leopardstilen (bao) på grund av sina oväntade explosiva attacker. Stilen fokuserar på en attack åt gången något som kallas för yizhao yishi och är en stil som generellt anses vara enklare att lära sig. Förutom den karaktäristiska armbågen (Ding) har bajistilen också andra karaktäristiska drag så som Bao, vilket är en rörelser som påminner om en kram. Att knäa (Ti) är också ett återkommande inslag i Baji liksom användandet av höften (Dan). Därtill använder Baji en vriströrelse (Chan) vars syfte är att ta sig ur låsningar. Kua är en höftrörelse som är återkommande inom formen som är likt en slags motor i vilken mycket av kraften i rörelserna härstammar ifrån. Chan är avslutningsvis en slags intrasslande rörelse med en höftrotation. Sammantaget kallas dessa sex karaktäristiska drag för de sex stora öppningarna. Den karaktäristiska bajikraften härleds ur vissa tekniker. Exempelvis vrider och pressas foten mot marken för att leda kraften från foten via midjan och kroppen, ut i armarna genom en vridande rörelse. Stampande steg är en annan teknik, vilket skulle kunna förklaras som att utövaren explosivt släpper ned hela sin tyngd. 

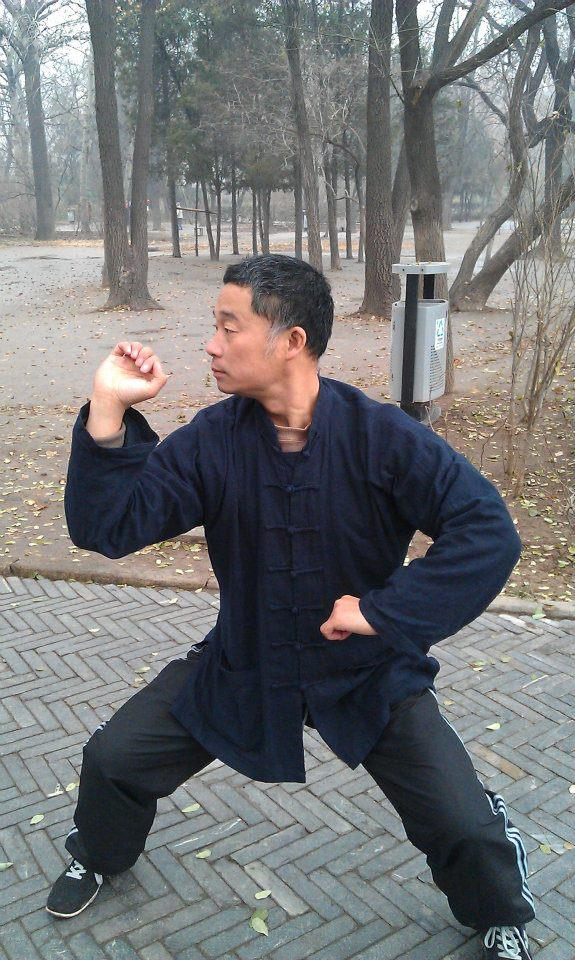
Bajiutövare i Ma Bu med de karaktäristiska armbågarna.

## Bajiquans åtta principer
Bajiquan har åtta principer som är exklusiva för just denna stil och som uttrycker hur baji ska användas i strid. 
挨 (āi) – ”komma nära”
傍 (bàng) – ”nära nog för att vidröra”
挤 (擠) (jĭ) – ”tillämpa tryck”
靠 (kào) – ”krascha in”
崩 (bēng) – ”explodera inuti”
撼 (hàn) – ”skaka”
突 (tū) – ”plötslig rörelse”
击 (擊) (jī) – ”slående”
Dessa åtta principer kan i sin tur kombineras för att formulera fyra innebörder för applicering.
挨傍 (āi bàng) – ”kom nära och vidrör motståndaren”
挤靠 (jĭ kào) – ”tillämpa tryck genom att krascha in i motståndaren”
崩撼 (bēng hàn) – ”använd explosivitet för att skaka om motståndaren”
突击 (tū jī) – ”slå plötsligt”

## Träningsformer
Det finns åtta typer av träningsformer inom Baji där Ma Bu, även så kallad hästställning är central. Den första formen som också är gemensam för alla stilar inom Baji är lilla formen (Xiao Jia). Formen kan skilja sig åt beroende på familj, men innehåller ungefärligt alltid samma tekniker. Den andra formen är stora formen (Da Jia) som fokuserar på korta ögonblick där kraften kan projiceras vid rätt tidpunkt. Denna form är densamma för alla bajiutövare oavsett skolning och är en slags parövning. Pigua Zhang är den tredjen formen vilket är en separat stil liksom Baji. Stilen har tillförts som ett komplement då Pigua zhang bland annat fokuserar på användandet av armar likt piskor. Duijie är den fjärde formen och är kontrollerad sparring där tekniker från lilla formen, stora formen och Pigua zhang appliceras. Ena delen av sparringen går ut på att absorbera kraft och försvara, medan andra delen går ut på att generera kraft och attackera. Liu Da Kai är den femte formen som fokuserar på att bryta igenom motståndarens försvar. Sjätte formen är Ba Da Zhao som applicerar användandet av kraft i en riktig situation. Den sjunde formen är fri sparring (San Shou) som sker utan regler eller förutbestämda rörelser. Den åttonde formen är vapenträning (Bingqi). Vanligt förekommande i bajiträning är att tackla träd men även att slå på väggar. Värt att nämna är att bajiquan också kompletteras med Tongbiquan.

## Vapenanvändning
Utöver obeväpnad kamp innehåller stilen också traditionella vapen. Vad stilen framför allt är känt för är långa spjut (Da Qiang). Men i stilen förekommer även, guandao, sabel eller svärd (Dao och Jian) liksom käpp (Gun) , hillebard (Chun Qiu Dao) eldlans (火枪) och kroksvärd (Hu Tou Gou) kan också förekomma. Dock är de senare vapnens rörelsemönster oftast inlånade från andra stilar, till skillnad från spjuten.

## Kända utövare

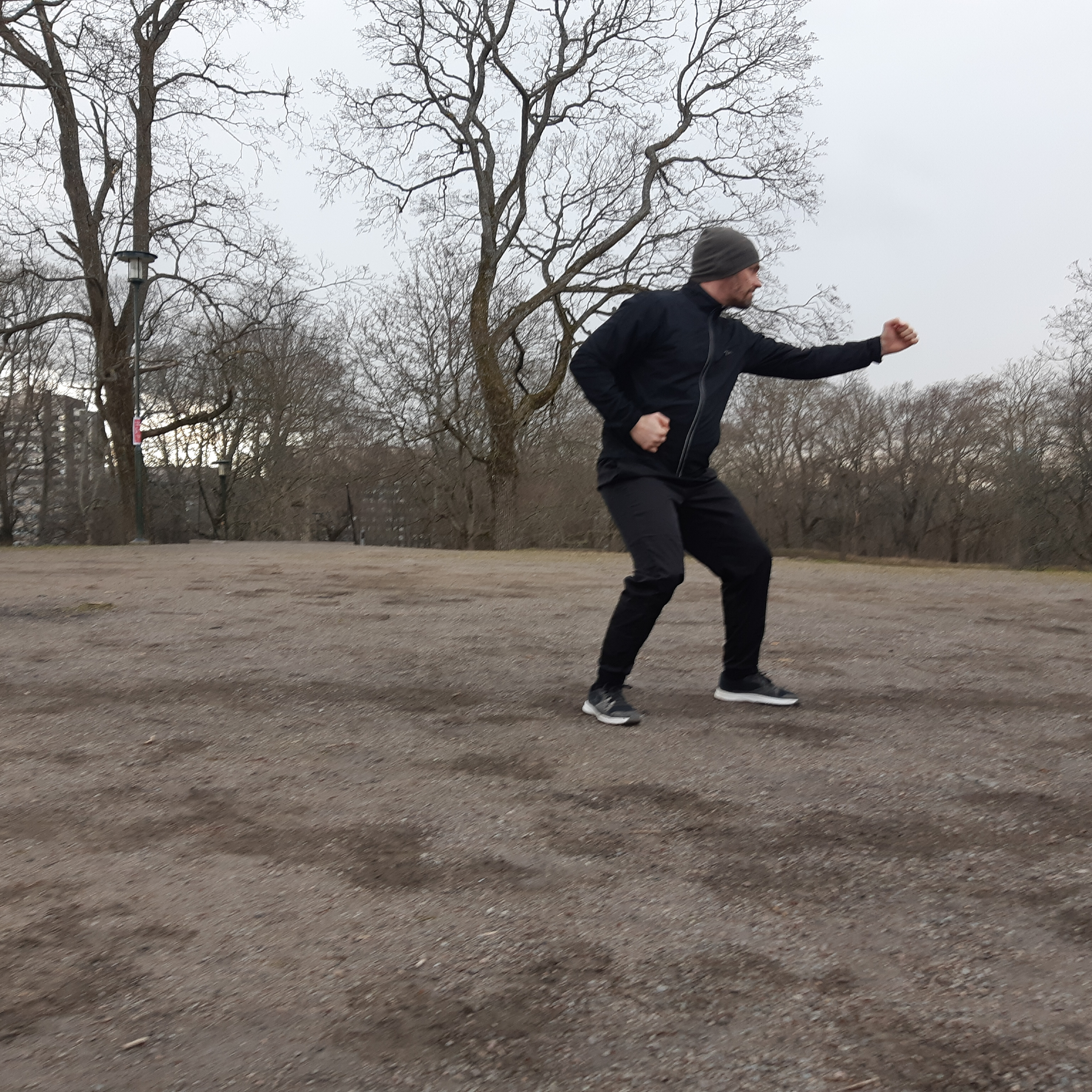
Bajiutövare i Sverige

Huo Diange (1886–1942), även känd som den siste kejsarens livvakt, föddes i Cangzhoudistriktet och var sjätte generationens bajiutövare. Vid 14 års ålder började han studera wushu och fokuserade då  på Shaolin kung fu. Två år senare vid 16 års ålder kom han i kontakt med bajiquan genom Li Shuwen som blev hans mästare. Huo kom att träna baji i tolv år under vilka han även kom att träna vapen såsom långt spjut (Qiang). 1924 började Huo Diange att lära ut baji i Tianjin tillsammans med en klasskompis vid namn Xu Lanzhou. Det var under denna period som Huo kom att börja göra sig ett namn då han blev utmanad av en judomästare liksom tre karatemästare och besegrade samtliga. Huo skulle en tid efter detta komma att bli utmanad igen av två japanska män. Huo svarade de två männen att de kunde försöka böja hans fingrar, vilket de inte klarade av. De japanska männen var en del av den siste kejsaren Puyis underrättelsetjänst och Puyi kom själv att bevittna händelsen varav han gjorde Huo till sin personliga livvakt. Huo kom med tiden att lära ut bajiquan till såväl Puyi som det kejserliga gardet. Huo lärde ut baji till sin död och blev 56 år gammal.

## Baji i populärkultur
I filmen The Grandmaster av regissören Wong KarWai är karaktären "the blade" spelad av Zhang Zhen en bajiutövare. I tv-spelen Shenmue 2 och Shenmue 3 får huvudkaratkären Ryo Hazuki lära sig bajirörelser. I tv-spelet Virtua Fighter liksom den animerade serien med samma namn använder sig karaktären Akira Yuki av baji, vilket också karaktären Kokoro gör i spelserien Dead or Alive. Vad fightingspel anbelangar är bajiquan en ofta använd stil, detta då bajiquan till skillnad från andra stilar har ett rakt rörelsemönster vilket passar fightingspels linjära format. Rörelser som därför är vanligt återanvända är bland annat attack med skuldra, armbågsslag, handflatsslag, uppåtgående slag, dubbla hoppsparkar och stampande. 

## Baji i Norden
Baji Association är en finsk kampsportsklubb i Helsingfors som har varit aktiv sedan 2000 med mästare Lü Baochun som förgrundsperson utifrån Han-familjen. Kungfu Stockholm IF är en svensk kungfuklubb med säte på Södermalm i Stockholm som undervisar i Baji också utifrån Han-familjen. Oslo Wu-Tan Guoshu Klubb är en norsk kungfuklubb i Oslo som likaså lär ut Baji.